# ماسودا ۱۳۶۵۴
سیارک ۱۳۶۵۴ (به انگلیسی: 13654 Masuda، نامگذاری:1997CV21)۱۳۶۵۴مین سیارک کشف شده‌است که در ۰۹ فوریه ۱۹۹۷ کشف شد.